# Hysma lacteum
Hysma lacteum är en tvåvingeart som beskrevs av Mcalpine 2001. Hysma lacteum ingår i släktet Hysma och familjen bredmunsflugor. Inga underarter finns listade i Catalogue of Life.